# Haute École de Joaillerie
Pour les articles homonymes, voir HEJ.
La Haute École de Joaillerie, anciennement les Écoles BJOP, est située au 58 rue du Louvre dans le 2e arrondissement de Paris.
Sous la gouvernance de l'Union Française BJOP, elle est composée de quatre départements de formation : initial, alternance, continu et international qui préparent ses apprenants aux métiers de la bijouterie, joaillerie, orfèvrerie, des pierres et perles.

## Histoire
En 1867, la Chambre Syndicale de la Bijouterie, Joaillerie et de l'Orfèvrerie (ou encore connue aujourd'hui sous le nom de BJOP) inaugure son École de dessin et de modelage. Souvent nommée l'École du Métier, elle forme depuis des générations de joailliers.
En 1894, la chambre syndicale s'installe dans un nouvel hôtel situé 2 rue de la Jussienne et y réaménage l'École de dessin et de modelage. Elle y fonde un nouvel établissement, l'École professionnelle technique pour apprentis, spécialement appliquée à la bijouterie, joaillerie, orfèvrerie, et toute industrie se rattachant à ces parties.
Ces écoles déménageront une énième fois dans l'hôtel corporatif de la chambre syndicale au 58 rue du Louvre. Sa construction, entreprise par la chambre elle-même, est initiée le 9 juillet 1914. Interrompue par la guerre, elle ne peut être achevée qu'en 1920. L'École de dessin et de modelage prend alors le nom d'École Privée de la Bijouterie, et l'École Professionnelle Technique, le CFA de la Bijouterie. Leur localité leur devra alors leur surnom d'Écoles de la rue du Louvre.
Enfin, en 1972, la BJOP met en place un centre de formation professionnelle continue pour adultes. À destination des salariés, artisans, ou même de particuliers, elle dispense divers stages pour les professionnels, mais aussi pour les débutants, dans le domaine de la bijouterie joaillerie.
Fin 2019, une antenne s’ouvre à Reims, qui accueille une quinzaine d’élèves.

## La Haute École de Joaillerie (HEJ)
Le département en formation initial de la Haute École de Joaillerie est accessible aux apprenants de 16 à 21 ans, pour le département de formation en alternance, le CFA, aux apprenants de 16 à 25 ans.
Comme les autres filières professionnalisantes, les enseignements sont subdivisés en enseignement général/théorique et professionnel/pratique. Formant des praticiens et donc traditionnellement tournée vers la formation en atelier, l'enseignement pratique est fondamental et est principalement axé sur la conception et la réalisation de bijoux. Les deux centres dispensent des cours de technique joaillière, de finition (polissage, sertissage), gemmologie, ainsi que des techniques modernes C.A.O./Dessin assisté par ordinateur.

### Formation initiale et l'alternance
Les formations sont accessibles dès la seconde. Le département de formation initial et alternance de l’école préparent tous deux aux mêmes diplômes, l'un spécialisé dans la fabrication, le certificat supérieur de joaillerie et l'autre dans la création, le Bachelor Design Bijou. Lors de ces deux diplômes, les élèves passent leur CAP Art et Techniques de la Bijouterie-Joaillerie.

### Formation continue
La Haute École de Joaillerie a également un département en formation continue. Ouvert à tout le monde, ce département propose des formations professionnelles qualifiantes ou diplômantes (CAP) dans le but de former ou perfectionner ses connaissances dans le cadre de stages de courtes ou longues durées.
Ces enseignements couvrent les métiers de la bijouterie, de la conception à la réalisation en passant par les techniques de commercialisation, et en particulier les nouvelles technologies.
Elles s’adressent aux salariés et aux artisans du secteur de la bijouterie-joaillerie, ainsi qu’aux jeunes, diplômés ou non, signataires d’un contrat de professionnalisation.

### L'équipe enseignante
L'ensemble des formations de la Haute École de Joaillerie est délivrée par des professeurs professionnels du métier. Un enseignement professionnel en accord avec les attentes précises du métier pour une insertion dans l’univers de la bijouterie-joaillerie durable et de qualité.

#### Enseignantes et enseignants de l'école
- Jean-Louis Bischoff
- Michèle Heuzé
- Patrice Ordas
- Flavie Paris

## Anciennes et anciens élèves
L'école lance sa plateforme Alumni en 2019. Parmi les anciennes et anciens élèves, figurent :
- Éric Nion[4]
- Adeline Rapon[5]
- Anna Rivka[6],[7]
- Nathalie Verdeille[8]